# Bernard Plossu
Bernard Plossu (nacido el 27 de febrero de 1945 en Đà Lạt, sur de Vietnam) es un fotógrafo francés. La parte más importante de su trabajo está constituida por reportajes de viajes.

## Biografía
De 1951 a 1962 estudió en París. Empezó muy pronto con la fotografía: en 1958. Viajó al Sahara con su padre, con una Kodak Brownie Flash, y, en 1965, se marchó a México en compañía de una expedición inglesa para fotografiar la jungla de Chiapas.
Realizó numerosos reportajes en color en tierras de los indios mayas; recorrió California y todo el oeste americano: Nevada y el Medio Oeste.
En 1970 realiza un trabajo sobre la India, ideando las secuencias "subanalistas": secuencias banales que son, de hecho, surrealistas.
Sigue viajando continuamente, realizando numerosos reportajes en color y, en 1975, viaja, por primera vez, al Níger. Desde entonces no hace más que fotografías en blanco y negro tomadas con una focal de 50 mm. para quedarse al margen de la fotografía comercial.
En 1978, nace su hijo Shane, al que fotografía regularmente.
En 1983 empieza a pintar y a trabajar con la agencia Fotowest.

## Premios
- Premio PHotoEspaña (2013)

## Publicaciones
- Bernard Plossu, forget me not, tf. editores ISBN 978-84-95183-77-3